# WebCite
WebCite es un servicio de archivado en demanda, diseñado para preservar digitalmente material científico y educativo en la web por medio de capturas de contenidos cuando un bloguero, estudiante o editor de Wikipedia cita sobre él. El servicio de preservación permite la verificación de las fuentes incluso cuándo las páginas web originales están siendo revisadas, removidas, o desaparecieron, un efecto conocido como enlace roto.

## Comparación a otros servicios
El servicio difiere de Google cache almacenando indefinidamente las copias, WebCite también ofrece el archivado al vuelo. El Archivo de Internet, desde 2013 también ofrece el archivado inmediato, aun así, WebCite tiene algunas ventajas:
- Páginas archivadas por WebCite también captura varias capas de enlaces subyacentes mientras que Archivo de Internet solo captura la página principal escogida. La exactitud con qué formatea y la funcionalidad varía mucho entre Archivo de Internet y WebCite.
- WebCite revisa el archivo robots.txt solo en el momento del archivado, Archivo de Internet lo revisaba ocasionalmente por cambios en robots.txt, los cuáles pueden causar cambios de las propiedades y resultar la eliminación del respaldo del Archivo de Internet.